# Ganaganuru, Malavalli
Ganaganuru là một làng thuộc tehsil Malavalli, huyện Mandya, bang Karnataka, Ấn Độ.